# ビッグ・イエロー・タクシー
「ビッグ・イエロー・タクシー」（Big Yellow Taxi）は、ジョニ・ミッチェルが作詞作曲し1970年に発表した楽曲。

## 概要
環境問題をテーマにした作品である。1969年11月29日にマサチューセッツ州ウースターで行ったコンサートでミッチェルは次のように述べている。
レコーディングはロサンゼルスのA&Mスタジオで行われた。1970年4月発売の3枚目のアルバム『レディズ・オブ・ザ・キャニオン』に収録され、同じ月にシングルA面曲として発表された。B面は「ウッドストック」。
ミッチェル自身が吹き込んだ曲としては最初にヒットしたシングルとなった。ビルボード・Hot 100では67位を記録。その他のチャートでは、ビルボードのイージーリスニングチャートで33位、カナダで14位、オーストラリアで6位、イギリスで11位、オランダで19位を記録した。
別バージョンは以下のとおり。
- 1970年8月に開催された第3回ワイト島音楽祭でのライブ・バージョン。コンサートの模様を記録した映画『Message to Love: The Isle of Wight Festival 1970』に収録されている。同音楽祭のミッチェルの演奏全12曲を収録したブルーレイ/DVD『Both Sides Now - Live at The Isle of Wight Festival 1970』が2018年9月に発売された[6]。
- 1970年9月3日にBBCテレビジョン・センターで行ったコンサートのライブ・バージョン。テレビ放映日は10月9日[7]。映像が残っている。
- 1970年10月16日にバンクーバーで行ったコンサートのバージョン。ミッチェル、ジェームズ・テイラー、フィル・オクスの3人の名義で発売されたアルバム『アムチトカ』（2009年）に収録された。
- 1974年11月発売のライブ・アルバム『マイルズ・オブ・アイルズ』に収録されたバージョン。同年12月にシングルカットされ、ビルボード・Hot 100において24位を記録した[8][9]。
- 2007年9月発売のスタジオ・アルバム『Shine』に収録された再録音バージョン。

## カバー・バージョン
- ザ・ネイバーフッド - 1970年のシングル。全米29位を記録。
- ジョー・ダッサン - 1970年のアルバム『Joe Dassin』に収録。クロード・レメズルが書いたフランス語詞のバージョン。タイトルは「Le grand parking」。
- ベッツィ&クリス - 1971年のアルバム『フォーク・アルバム第2集』に収録[10]。
- ディック・ハイマン - 1971年のアルバム『The Sensuous Piano of Dick Hyman』に収録
- ボブ・ディラン - 1973年のアルバム『ディラン』に収録。ディランはオリジナルの歌詞の「A big yellow taxi took away my old man」を「A big yellow bulldozer took away the house and land」と変えて歌っている[11]。
- 五輪真弓 - 1975年のライブ・アルバム『The Show "Best Concert Album '75"』に収録。
- フルーク - 1990年のシングル「ジョニ/タクシー」でサンプリング。
- ピンヘッド・ガンパウダー - 1992年のEP「Fahizah」に収録。
- エイミー・グラント - 1994年のアルバム『House of Love』に収録。
- カウンティング・クロウズ - 2002年のアルバム『Hard Candy』に収録。ヴァネッサ・カールトンがバッキング・ボーカルで参加している。
- 櫛引彩香 - 2002年のアルバム『essential』に収録。
- オセロケッツ - 2003年のアルバム『OUT OF BOUNDS Vol.1』に収録。
- ハイアニス・サウンド - 2006年のアルバム『Route 6』に収録。
- J-Min - 2007年のアルバム『ころがる林檎』に収録。
- ネーナ - 2007年のアルバム『Cover Me』に収録。
- 羊毛とおはな - 2009年のアルバム『LIVE IN LIVING '09』に収録。
- スーザン・ウォン - 2010年のアルバム『ステップ・イントゥ・マイ・ドリーム』に収録。
- KAI - 2010年のアルバム『Feelin' This Way』に収録。
- サラ・マッケンジー - 2012年のアルバム『Close Your Eyes』に収録。
- 露崎春女 - 2016年のアルバム『ONE VOICE II』に収録。
- シェリル・ベイカー - 2017年のアルバム『Cheryl Sings Joni』に収録。
- ジェシカ・モラスキー - 2017年のアルバム『Portraits of Joni』に収録[12]。

## サンプリング
- ジャネット・ジャクソン - 1997年の楽曲「ゴット・ティル・イッツ・ゴーン」。